# Крузе, Генрих (виолончелист)
Генрих Крузе (нем. Heinrich Kruse; 16 апреля 1866, Арользен — 20 августа 1935, Альтона) — немецкий виолончелист.
Учился в Консерватории Хоха во Франкфурте-на-Майне (1880—1885), сперва как скрипач, затем как виолончелист у Бернхарда Коссмана. Затем недолго работал в Швейцарии, совершил продолжительное турне по Российской империи. В 1890—1896 гг. солист придворной капеллы в Касселе. В дальнейшем работал, главным образом, в Альтоне и Гамбурге, в том числе как солист оркестра Гамбургского Филармонического общества.
В 1915 году записал Фантазию и блестящие вариации на тему вальса Шуберта А. Ф. Серве (дирижёр Фридрих Карк).
Автор ряда композиций для своего инструмента, в том числе Большой сюиты (1898).